# Eisteddfod
Un eisteddfod (AFI: /aɪˈstɛðvəd/, gal·lès /ə(i)ˈstɛðvɔd/; plural eisteddfodau /-stɛð'vɔdaɨ/) és una mena de festival gal·lès de literatura, música i espectacles de teatre i dansa. Aplecs d'aquesta mena se n'han fet des del segle xii, pel cap baix, quan Rhys ap Gruffydd de Deheubarth presidí un festival de poesia i música a la seva cort d'Aberteifi el 1176, però el posterior declivi de l'activitat bàrdica interrompé la continuïtat de la tradició. El format actual d'aquesta mena d'actes és fruit d'un renaixement del segle xviii que portà a la realització de diversos eisteddfodau informals, que desencadenarien el fenomen posterior. El mot eisteddfod deriva del verb gal·lès eistedd, que significa seure.

## L'Eisteddfod Nacional
Vegeu l'article principal: Eisteddfod Nacional de Gal·les
El més important dels eisteddfodau és Yr Eisteddfod Genedlaethol (L'Eisteddfod Nacional), que té lloc anualment a la primera setmana d'agost. Més de 6000 persones competiren en l'Eisteddfod del 2006, amb més de 150.000 espectadors.

## L'Eisteddfod del Urdd
Un altre dels eisteddfodau més importants és Eisteddfod Yr Urdd, o l'Eisteddfod Juvenil. L'organitza el moviment juvenil més important de Gal·les, l'Urdd Gobaith Cymru, i aplega nens i joves d'entre 7 i 24 anys, d'arreu del País, en una setmana de cant, recitació, dansa, actuació i música en les vacances escolars d'estiu. Els organitzadors el titllen del "festival juvenil més important d'Europa". Cada any es fa en un lloc diferent, si bé des de l'establiment de les oficines centrals de l'Urdd al Wales Millennium Centre, un de cada quatre es fa a Cardiff.

## L'Eisteddfod Internacional
L'International Musical Eisteddfod es fa cada any per juliol a la població de Llangollen (Sir Ddinbych). Corals, grups vocals i folklòrics procedents d'arreu del món presenten la seva cultura popular en un dels grans festivals artístics d'àmbit mundial. Es va començar a fer el 1947 i cada edició s'inaugura amb un missatge de pau.

## Altres eisteddfodau
Per tot Gal·les es fan eisteddfodau a escala reduïda i amb àmbit local. Hom en pot trobar anuncis en la premsa local o en forma de cartells enganxats a les parets, i organitzats per pubs o entitats diverses. Les escoles fan eisteddfodau interns, especialment pel dia de Sant David (festa nacional de Gal·les).

## Els eisteddfodau arreu del món

### Estats Units
Malad City (Idaho, Estats Units) celebra un petit eisteddfod en la primera quinzena de juliol. Aquesta ciutat es vanta de tenir la concentració mundial més gran de descendents d'emigrants gal·lesos. El seu eisteddfod es fa des de les darreries del segle xix, però se suspengué per l'esclat de la Primera guerra mundial. El 2004 es reinstaurà el festival amb el nom de Malad Valley Welsh Festival.

### Austràlia
Els eisteddfods (en el plural australià) han esdevingut part de la cultura del país austral i, ben bé com a l'original, són competicions individuals de cant, dansa, actuació i música. Un dels més antics és el de la The Royal South Street Society de Ballarat, que des del 1891 ha estat organitzant un eisteddfod o una competició artística. Normalment, aquestes competicions s'han fet en l'àmbit de les escoles de primària i secundària, i els premis són sovint beques per a estudis superiors. Força actors i ballarins australians joves intervenen en les diverses competicions que es fan al llarg de l'any. La més popular és el Rock Eisteddfod, que mou 40,000 estudiants de 400 escoles en la seva competició anual. En els darrers anys aquesta eisteddfods han tingut un costat fosc, amb pares sobre-protectors que han reaccionat amb violència quan els seus fills no han estat guanyadors.

### Argentina
Aquest país sud-americà ha acollit eisteddfodau des dels primers assentaments gal·lesos a l'Argentina, a finals del segle dinou. En l'actualitat, les competicions són bilingües, en gal·lès i en castellà, i inclouen poesia i prosa, traduccions (gal·les, castellà, anglès, italià i francès), actuacions musicals, arts, danses folklòriques, fotografia, vídeo i altres manifestacions artístiques. Anualment es fa un eisteddfod juvenil a Gaiman (Chubut) al setembre, i l'eisteddfod principal es fa a Trelew a l'octubre. A banda, anualment també se'n fa un altre a Trevelín, als Andes.

## Eisteddfodau no gal·lesos
La idea de l'eisteddfod ha estat adoptada pels habitants de les Illes Anglonormandes per a la preservació de les seves llengües pròpies, el jerseiès i el guernseiès. El Mod del Gaèlic escocès també té influències de la festa gal·lesa. A Cornualla, l'organització Gorsedh Kernow organitza anualment l'Esethvos Kernow per a la promoció del còrnic.